# Catherine Hamlin
Elinor Catherine Hamlin, född Nicholson 24 januari 1924, död 18 mars 2020 i Addis Abeba, var en australisk obstetriker och gynekolog. Tillsammans med sin make, nyzeeländaren Reginald Hamlin, var hon medgrundare till Addis Ababa Fistula Hospital(en), världens enda medicinska center helt inriktat på att kostnadsfritt erbjuda underlivskirurgi till kvinnor med förlossningsskador.
Förenta nationernas organ UNFPA har beskrivit Catherine Hamlin som en pionjär för kirurgi hos patienter med obstetrisk fistula, där hon på ett nydanande sätt utvecklat teknik och procedurer för dessa ingrepp. Tillsammans med annan sjukvårdspersonal har paret Hamlin behandlat mer än 60 000 kvinnor för obstetrisk fistula.

## Biografi

### Uppväxt och utbildning
Elinor Catherine Nicholson växte upp i Ryde, en förort till Sydney. Hon utbildade sig till läkare vid University of Sydney och tog läkarexamen 1946.
Efter praktiktjänstgöring vid St Joseph's Hospital, Auburn, och St George's Hospital, Kogarah, fick hon en tjänst som obstetriker vid Crown Street Women's Hospital. År 1950 gifte hon sig med Reginald Hamlin, som var överläkare vid Crown Street.

### Addis Abeba Fistula Hospital

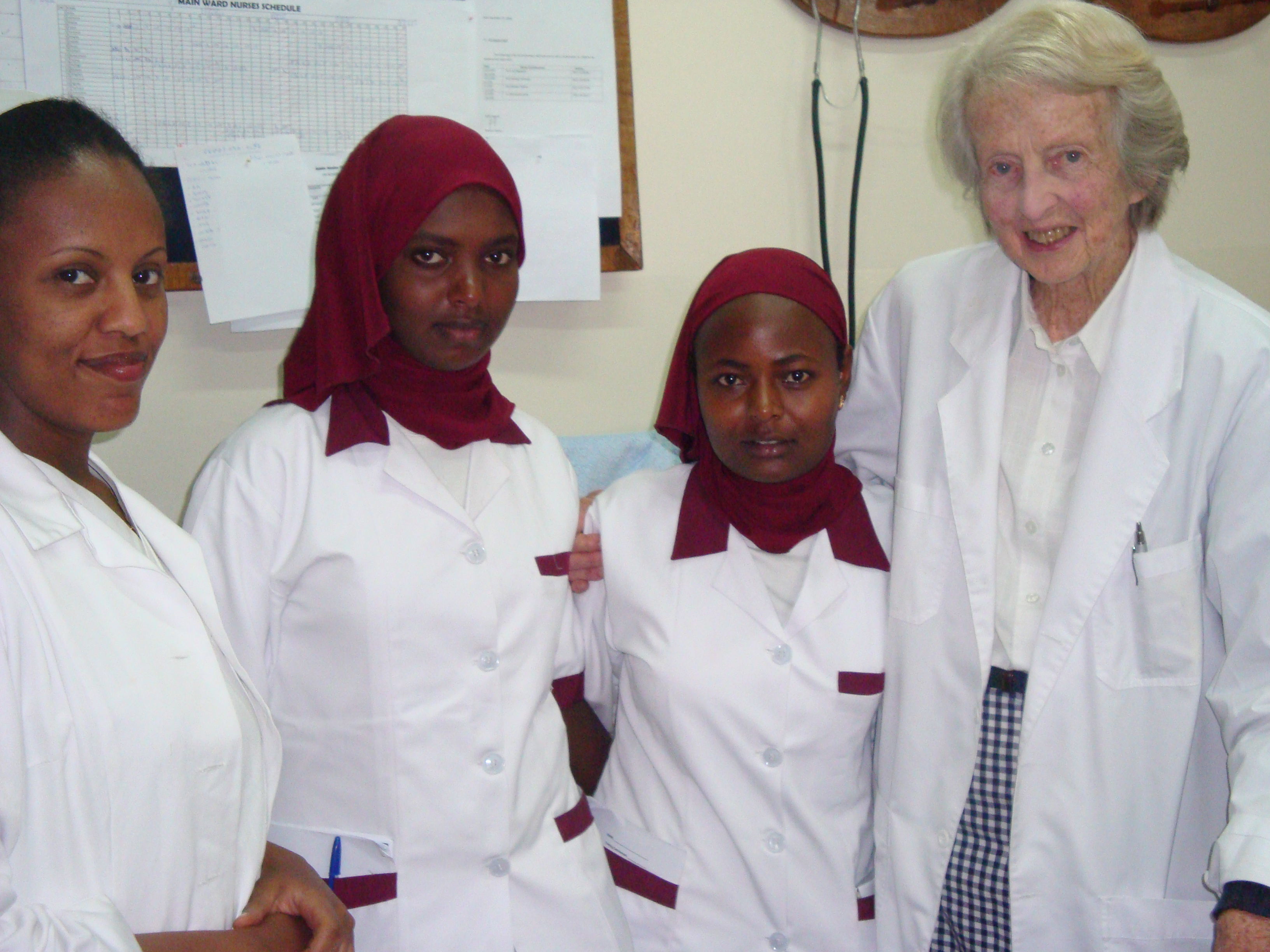
Tre barnmorskeelever tillsammans med Catherine Hamlin vid Hamlin Fistula Hospital år 2009.

År 1958 svarade paret Hamlin på en annons från den etiopiska regeringen i The Lancet, där man sökte en obstetriker och en gynekolog för att etablera en barnmorskeutbildning vid Princess Tsehay Hospital i Addis Abeba. De tog sig an uppgiften och anlände 1959 till Etiopien tillsammans med sin sex-årige son Richard. Paret Hamlin hade aldrig tidigare mött patienter med obstetrisk fistula då detta betraktades som en "akademisk sällsynthet". Få fall inträffade i USA efter 1895, och det första specialiserade fistula-sjukhuset i New York stängdes 1925.
Paret Hamlin fick möta många fistula-fall som kom till Princess Tsehay Hospital, vilket visade på behovet av sjukvård specialiserad på detta tillstånd. Femton år senare, 1974, grundade de Addis Ababa Fistula Hospital(en) som var världens första moderna fistula-sjukhus. Detta sjukhus, samt de fem regionala sjukhusen som senare startades av organisationen Hamlin Fistula Ethiopia, har sedan starten behandlat mer än 60 000 patienter.
Mellan 2003 och 2010 etablerades ytterligare fem strategiskt placerade regionala fistula-sjukhus, utöver Addis Abebas fistula-sjukhus. Dessa enheter lokaliserades till mer avlägsna delar av Etiopien, där förekomsten av fistula var högre på grund av sämre tillgång till vård före och efter förlossning. Dessa fem enheter upprättades i Bahir Dar, Mekele, Yirgalem, Harar and Mettu, för att fungera som regionala resurser för fistula-patienter.
Hamlin var alltsedan 1959 bosatt på sjukhusområdet för Addis Ababa Fistula Hospital. Hon deltog aktivt i det dagliga arbetet och i omsorgen om patienterna fram till sin död 2020. Reg Hamlin var också engagerad i driften av sjukhuset och var ledamot av dess styrelse fram till sin död 1993.

### Utvecklingsinsatser för prevention och rehabilitering av fistula
Hamlins ansträngningar för att rehabilitera fistula-patienter ledde till att hon även kom att engagera sig för förebyggande åtgärder. Hon hade uppfattningen att barnmorskans insatser var avgörande för att minska risken för uppkomst av fistula-skador. Hon menade att "ha en välutbildad barnmorska i varje samhälle skulle inom kort utrota obstetrisk fistula."
År 2007 grundade hon "the Hamlin College of Midwives". Den relaterade organisationen Hamlin Fistula Ethiopia rekryterar studenter från landsbygden och ger dem stipendier för fyra års studier, i syfte att få en Bachelor of Science-examen som barnmorska. Efter sin examen sänds de färdigutbildade barnmorskorna tillbaka till sina samhällen där deras kompetenser kommer till nytta. Fram till 2025 har över 270 barnmorskor utexaminerats. Organisationen Hamlin Fistula Ethiopia har samarbetat med den etiopiska regeringen för att förse regeringens barnmorskekliniker med utbildad personal.

## Erkännanden

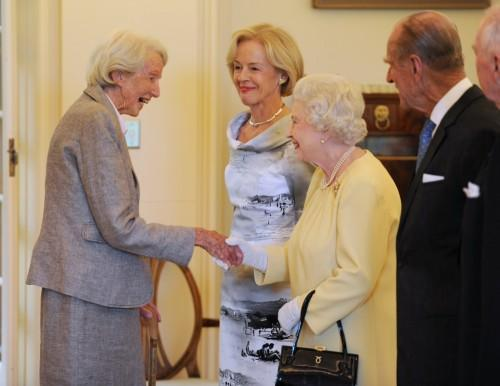
Hamlin möter Australiens drottning Elizabeth II år 2011 i regeringsbyggnaden i Canberra.

Hamlin utsågs under yrkeskarriären till hedersmedlem i flera medicinska sammanslutningar i Australien, Storbritannien och USA. Den 26 januari 1983 utsågs hon till medlem av Australienorden för sina insatser för gynekologisk vård i utvecklingsländer. Den 26 januari 1995 utsågs hon till den högsta graden inom orden, Companion of the Order of Australia.
Den 1 januari 2001 tilldelades hon the Centenary Medal(en) för "enastående och långvariga insatser för internationell utveckling i Afrika". Hon är författare till den bästsäljande boken The Hospital by the River: A Story of Hope, som gavs ut 2001 och utkom i en andra utgåva 2016 med ett förord av Dame Quentin Bryce. Journalisten och vinnaren av Pulitzer-priset Nicholas Kristof(en) har i The New York Times beskrivit henne som en modern "Moder Teresa".
I januari 2004, vid 80 års ålder, medverkade Hamlin i Oprah Winfreys tv-program. Winfrey reste senare till Hamlins sjukhus och filmade ytterligare ett avsnitt för programmet som sändes i december 2005. År 2007 sändes dokumentären A Walk to Beautiful som skildrade 5 etiopiska kvinnor som fått svåra förlossningsskador. Detta gjorde dem utstötta och skamfyllda, men de kunde opereras och få ett mycket bättre liv tack vare Hamlin och hennes kollegor vid Addis Ababa Fistula Hospital.
År 2009 tilldelades Hamlin Right Livelihood Award, även kallat det alternativa Nobelpriset.
År 2019 firade Hamlin 60-årsdagen från sin ankomst till Etiopien med en ceremoni vid Addis Ababa Fistula Hospital. Den etiopiske premiärministern Abiy Ahmed höll ett tal där han framhöll Hamlins stora betydelse för Etiopien och överlämnade på uppdrag av Etiopiens regering den prestigefyllda Eminent Citizen Award. Hon var då den tredje personen som fick denna utmärkelse.

### Utmärkelser
Såväl Hamlin som hennes sjukhus har fått många utmärkelser. Hon blev känd för sin hängivenhet och sin ödmjukhet, och när hon hyllades svarade hon "Jag älskar mitt arbete, och det är ingen uppoffring för mig att arbeta i Etiopien med dessa kvinnor".
- 1971 – Haile Selassies humanitära pris[8]
- 1983 – Medlem av the Order of Australia[26]
- 1984 – ANZAC fredspris[27]
- 1987 – Gold Medal of Merit, Order of St. Gregory the Great[28]
- 1989 – Honorary Gold Medal, Royal College of Surgeons[28]
- 1995 – Companion of the Order of Australia[8]
- 1996 – Zonta International Award, Internationell hedersmedlem[29]
- 1998 – Rotary Award for World Understanding and Peace, Rotary International[30]
- 1999 – Nominerad för Nobels Fredspris[31]
- 2001 – Centenary Medal, Order of Australia[32]
- 2003 – Hedersfellow, American College of Surgeons[8]
- 2004 – National Living Treasure of Australia, National Trust of Australia[28]
- 2005 – Hedersfellow, Royal College of Surgeons of Edinburgh[28]
- 2005 – Hedersdoktor i medicin, University of Sydney[7]
- 2006 – Hedersdoktor i juridik, Dundee University[28]
- 2009 – Guldmedalj, World Association for Sexual Health[33]
- 2009 – Right Livelihood Award, Stockholm, Sverige[8][30]
- 2010 – Hedersdoktor vid Addis Ababa University, Etiopien[8]
- 2011 – Farquharson Award, Royal College of Surgeons of Edinburgh[28]
- 2012 – Hedersmedborgare i Etiopien, utdelat av premiärminister Meles Zenawi[11]
- 2014 – Distinguished Surgeon of the Year, Society of Gynecological Surgeons, USA[28]
- 2014 – Nominerad för Nobels fredspris[19][34]
- 2017 – United Nations Association of Australia Lifework Award 2017[35]
- 2017 – Vinnare av "Bego Sew":s årliga etiopiska pris för framgångsrika insatser av personer som ägnat sig åt att förbättra livskvalitet för etiopiska medborgare[36]
- 2018 – NSW Senior Australian of the Year[28]
- 2019 – Eminent Citizen Award, premiärminister Abiy Ahmed[37]